# Classic (Rah Digga)
Classic è il secondo album in studio della rapper statunitense Rah Digga, pubblicato nel 2010.

## Tracce
1. The Book of Rashia – 2:36
2. Who Gonna Check Me Boo – 3:24
3. This Ain't No Lil' Kid Rap – 3:14
4. Straight Spittin' IV – 2:23
5. Classic – 3:11
6. Solidified – 3:56
7. Feel Good – 3:21
8. Viral – 3:54
9. Back It Up – 3:11
10. You Got It – 3:59